# Гюрджю Хадым Мехмед-паша
Гюрджю́ Хады́м Мехме́д-паша́ (тур. Gürcü Hadım Mehmed Paşa; ок. 1536 — 13 июля 1626, Стамбул) — османский государственный деятель, великий визирь в правление султана Мустафы I.

## Биография
Гюрджю Хадым Мехмед-паша по происхождению был грузином и слугой Семиза Али-паши, великого визиря в правление Сулеймана I. Возможно, что он попал во дворец в правление султана Селима II и получил образование в Эндеруне. Он занимал некоторые должности во дворце Топкапы и в правление султана Ахмеда I был назначен на должность одабаши (старший камергер султана).
В сентябре 1604 года был включён в диван в ранге третьего визиря. В октябре 1604 года Хадым Мехмед-паша был назначен на должность бейлербея Египта. В Египте он подавил восстание солдат, убивших бейлербея Мактула Хаджи Ибрагим-пашу. В мае 1605 года он был уволен с этой должности и вызван в Стамбул и в мае 1606 года был назначен бейлербеем Боснии. Хадым Мехмед-паша занимался укреплением Белграда и ближайших крепостей, усилив Белград артиллерией и построил каменный арсенал. 
В июне 1609 года он был возвращён в Стамбул, где в течение последующих лет был третьим и вторым визирем, а также в должности каймакама управлял округом Стамбула. В сентябре 1621 года Хадым Мехмед-паша в ранге второго визиря сопровождал султана Османа II в походе на Польшу и участвовал в Хотинской битве, охраняя шатёр султана и казну. 
После того, как великим визирем стал Дилавер-паша Хадым Мехмед-паша был понижен до третьего визиря. После свержения и убийства султана Османа II, султаном стал Мустафа I и Хадым Мехмед-паша вновь был повышен в ранге до второго визиря. 21 сентября 1622 года в правление султана Мустафы I Хадым Мехмед-паша был назначен на должность великого визиря в период беспорядков в столице. Став великим визирем, он пытался обеспечить в столице порядок и приказал арестовать тех, кто был причастен к убийству султана Османа II. По его приказу были казнены несколько человек, включая бывшего великого визиря Кара Давут-пашу. Кара Давут-пашу безуспешно пыталась спасти от казни его жена, которая была сестрой султана.
5 февраля 1623 года он был уволен со своей должности, по требованию янычар и сипахов, которых подкупил Мере Хюсейн-паша. Новый великий визирь выслал его в Бурсу, а в августе 1623 года при новом великом визире Кеманкеш Кара Али-паше он был возвращён из ссылки и назначен визирем. В январе 1625 года Гюрджю Хадым Мехмед-паше после смерти Черкес Мехмеда Али-паши предложили в третий раз стать великим визирем, но он ответил отказом. 
Летом 1626 года Гюрджю Хадым Мехмед-паша был обвинён в том, что его действия не позволили османской армии захватить Багдад, а также в том, что он плохо снабжал армию во время обратного похода. Гюрджю Хадым Мехмед-паша был задушен по приказу султана Мурада IV; по некоторым данным Хадыму Мехмед-паше было тогда 90 лет. Он был похоронен в мечети Султана Эйюпа.